# Eftim IV.
Eftim IV. (bürgerlich Paşa Ümit Erenerol, * 17. Dezember 1960) ist der vierte und amtierende Patriarch des autokephalen türkisch-orthodoxen Patriarchats, das vom Ökumenischen Patriarchat nicht anerkannt wird und starken Einfluss des türkischen Nationalismus aufweist.
Ümit Erenerol ist der Enkel von Eftim I. und Sohn von Eftim III. Er wurde Patriarch, nachdem Eftim III. nach Unstimmigkeiten mit der türkischen Regierung über die Bindungen zwischen dem Ökumenischen Patriarchen von Konstantinopel und dem türkischen Staat und dem türkischen EU-Beitritt von seinem Amt zurücktrat und wenige Wochen später starb.
Eftim IV. übernahm das Patriarchenamt im Jahre 2002. Unter seiner Regentschaft erlitt die Kirche einen Niedergang. Eine Gemeinde existiert nicht mehr, jedoch sind Vermögenswerte vorhanden. 2008 wurde Sevgi Erenerol, die Tochter von Eftim III., Schwester von Eftim IV. und offizielle Sprecherin des Patriarchats, wegen angeblicher Verbindungen zu der mutmaßlichen nationalistischen Untergrundorganisation Ergenekon von der türkischen Polizei festgenommen, verhört und anschließend verhaftet. Es wurde auch behauptet, dass das Patriarchat angeblich als Hauptquartier für die Organisation diene.
Schließlich wurde Papa Eftim IV. im Februar 2008 selbst wegen angeblicher Mitgliedschaft in der Organisation zur Vernehmung festgenommen.